# Gagik II de Armenia
Gagik II (en armenio: Գագիկ Բ c. 5 de mayo de 1025-24 de noviembre de 1079) fue el último rey Bagratuni de Armenia. Conocido como Gagik II de Ani (Ani era la capital del reino), aún joven en la época, fue entronizado como Gagik II y gobernó entre 1042 y 1045, antes del colapso de la dinastía bagrátida en Armenia.

## Contexto histórico
Durante el reinado de Hovhannes-Smbat, David de Tao, que poseía Taik durante sus batallas contra los musulmanes, ocupó una gran área que extendió completamente hasta Manzikert. David era súbdito de Bizancio y a su muerte, todo su territorio fue ocupado por Basilio II, que había reiniciado la política, de poco a poco, anexionar Armenia a su imperio.
Esta política de ocupación y expansión fue proseguida por los sucesores de Basilio II. A la muerte de Hovhannes-Smbat alrededor de 1040 y de Ashot IV poco después, Miguel V, uno de los sucesores de Basilio II, acorraló Armenia. Miguel reclamó que el Reino de Ani en virtud del testamento de Hovhannes-Smbat, había sido legado al Imperio bizantino a su muerte.
Cuando el sparapet, armenio Vahram Pahlavuni, preparó la coronación del sucesor de Hovhannes-Smbat, el sobrino del rey, Gagik II, que en aquel tiempo tenía solo catorce años, el emperador bizantino empezó a apoyar al vestes Sargis Haykazn, un príncipe armenio pro-bizantino y ministro del rey anterior, que inicialmente había sido nombrado regente. Después de esto el reino de Ani resistió tres ataques del Imperio bizantino, forzando su retirada. Bizancio se empleó al máximo para conquistar Armenia y anexionarla definitivamente al imperio. Con este fin, enviaron un gran ejército al sur de Armenia y al mismo tiempo convencieron al rey de Tashir-Dzoraget para atacar Ani por el este. En la feroz batalla el general Vahram Pahlavuni derrotó al ejército bizantino, obligándoles a dejar 20.000 muertos detrás, según cronistas armenios contemporáneos . Esta victoria permitió a Vahram Pahlavuni y al Catholicos Petros I Getadardz a coronar a Gagik II rey de Armenia y posteriormente tomar la fortaleza de Ani, que estaba en manos del Vestes Sargis. Sargis huyó a la fortaleza de Santa María y fue finalmente capturado.
Tras esta victoria, el nuevo rey armenio, junto con Vahram, se volvió hacia su segundo enemigo, los turcos Selyúcidas, que aún trataban de conquistar el  reino. En los dos años siguientes, Gagik reforzó el ejército y luchó contra las hordas turcas. Gregory Pahlavuni sobrino de Vahram, defendió la fortaleza de Bjni. El ejército armenio se enfrentó a los turcos cerca del Lago Sevan, donde el rey y su comandante dividieron el ejército en dos unidades. La primera división se enganchó en la batalla y entonces fingió retroceder, llevando a los turcos hacia el segundo ejército armenio, que estaba emboscado. La batalla acabó con una derrota catastrófica para los selyúcidas. En el Reino de Vaspurakan, anteriormente bajo la protección del Imperio bizantino donde la población había sido abandonada por el ejército imperial, el pueblo anticipó que el rey armenio expulsaría a los turcos. Bajo el liderazgo de Gagik II, conocido por su valor como "el León," los armenios se levantaron en armas y los turcos retrocedieron hasta Khoy y Salmas.

## Luto de Gagik II

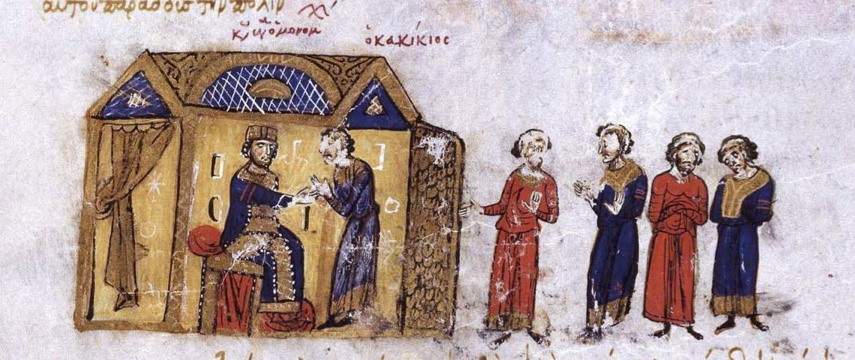
Gagik se somete a Constantino IX. Miniatura del Madrid Skylitzes.

Vahram inició negociaciones con el nuevo emperador bizantino Constantino IX. Gagik II ofreció vasallaje al emperador, pero los bizantinos no aceptaron y prepararon una nueva expedición dirigida por Miguel Iasites, pero fracasó ante la resistencia armenia. Constantino envió un ejército para conquistar Armenia, mientras incitaba al emir árabe de Dvin, Abu'l-Aswar, para atacar Armenia desde el este. Gagik II, no obstante, consiguió aplacar a Abu'l-Aswar enviándole regalos. Esto permitió a Gagik concentrar sus fuerzas contra los bizantinos y, finalmente, forzándoles a huir. Gagik II probó ser merecedor de trono y de su reputación de rey guerrero, heredadas de los primeros reyes Bagratuni. Los bizantinos pronto se dieron cuenta de que, si Armenia no podría ser conquistada por la fuerza, podría serlo por traición. Gagik perdonó a Vestes Sargis, cuyas lealtades, sin embargo, seguía estando en Bizancio, alimentando la esperanza de ser nombrado rey si Armenia era conquistada. Con la ayuda de Sargis, el emperador bizantino invitó a Gagik II a Constantinopla para firmar un tratado de paz presuntamente permanente. Una vez allí, el emperador exigió la abdicación de Gagik y la entrega del trono a Bizancio y, al negarse, fue encarcelado. Los bizantinos enviaron inmediatamente un ejército a Armenia, ahora sin mandatario.
En lugar de su rey legítimo, los armenios consideraron ofrecer el trono de Ani a David Anholin de Lori o al emir de Dvin, Abu'l-Aswar, casado con la hermana de David Anholin. Incluso Bagrat IV de Georgia fue considerado, pero sorprendentemente no el rey Bagratuni Gagik-Abas de Kars. El patriarca Petros no aprobó a ninguno de los tres candidatos y finalmente concedió la entrega a los bizantinos de la ciudad de Ani y otras fortalezas. Con su connivencia, los bizantinos pudieron finalmente ocupar Ani en 1045. El país fue incorporado al imperio.

## Años de exilio
Gagik recibió como compensación por su reino el distrito de Licando en Asia Menor y la ciudad de Pizu (también deletreado Bizou), cerca de Caesarea. Se le concedió también el uso de un palacio en el Bósforo, en Constantinopla y una pensión del tesoro imperial. Varios sellos atestiguan a "Kakikios Aniotes" (Gagik de Ani) como duque del thema de Carsiano. Durante su tiempo en el exilio, según Mateo de Edesa, Gagik también participó en un debate teológico entre él y el emperador bizantino en Constantinopla, defendiendo la iglesia armenia y sus ritos y tradiciones.
El Metropolitano de Caesarea, llamado Markos, no perdió ninguna ocasión de expresar su rencor hacia Gagik, a quien consideraba herético. Después de varios insultos dirigidos por Markos contra él, Gagik finalmente asesinó al obispo, un acto que hizo que Gagik fuera aún más impopular entre los lugareños. La historia cuenta que el obispo tenía un perro llamado Armen, con objeto de escarnecer a los armenios. Un día, Gagik visitó al obispo, puso al perro en un saco y lo apaleó. Entonces metió al obispo en el mismo saco con el perro, ahora enloquecido por dolor, y el obispo murió por las heridas causadas por su propio perro. Gagik fue capturado y ejecutado el 5 de mayo/24 de noviembre de 1079 por los gobernadores bizantinos (tres hermanos) de Kyzistra, que mutilaron y colgaron su cuerpo del fuerte para que otros lo pudieran ver. Su cuerpo fue enterrado fuera del fuerte pero se dice que posteriormente transportado en secreto por un armenio de Ani llamado Banik a un convento que Gagik había mandado construir en Pizu.
Poco después de la muerte de Gagik, su hijo más joven David fue envenenado por su suegro por sospecha de traición. El hijo mayor de Gagik, Hovhannes estaba casado con la hija de Ablgharib, gobernador armenio ortodoxo de Tarso y Mamistra. Hovhannes tuvo un hijo llamado Ashot que fue envenenado y su cuerpo llevado a Pizu. Hovhannes no sobrevivió mucho tiempo a su hijo, y la línea masculina bagrátida de reyes armenios se extinguió.
Durante el reinado de Thoros I de Cilicia la muerte del rey Gagik II fue vengada por un ejército armenio que tomó la fortaleza de Kyzistra y ejecutó a los tres bizantinos que habían matado al último rey armenio de Ani.

## En ficción
Gagik aparece como personaje en Ani Traicionada, una novela de Bagrat Ayvaziants sobre la caída de Ani y los bagrátidas.